# Mein Esel Benjamin

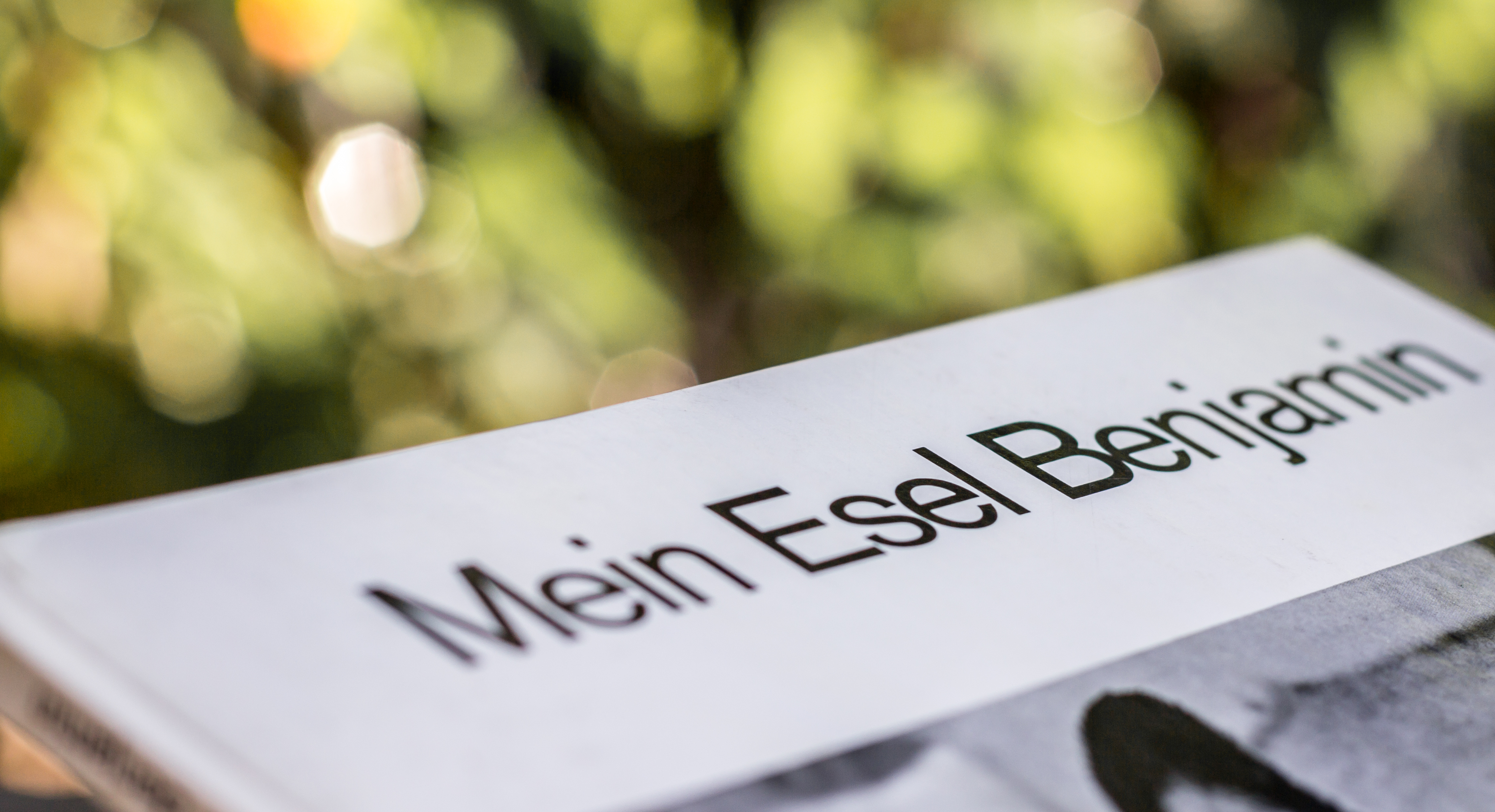
Schriftzug des Buchtitels

Mein Esel Benjamin ist ein 1968 im Hanns Reich Verlag erschienenes Foto-Kinderbuch von Hans Limmer (* 1926; † 28. März 2015 auf Rhodos) mit Fotografien von Lennart Osbeck. Das Buch wurde in mehrere Sprachen übersetzt, erlebte zahlreiche Auflagen mit Verkaufszahlen von über zwei Millionen und gilt als Kultbuch und Klassiker des Genres „Kinderbuch mit Fotografie“. Die aktuelle Auflage (2024) im Verlag Fischer Sauerländer ist die fünfundvierzigste.

## Inhalt

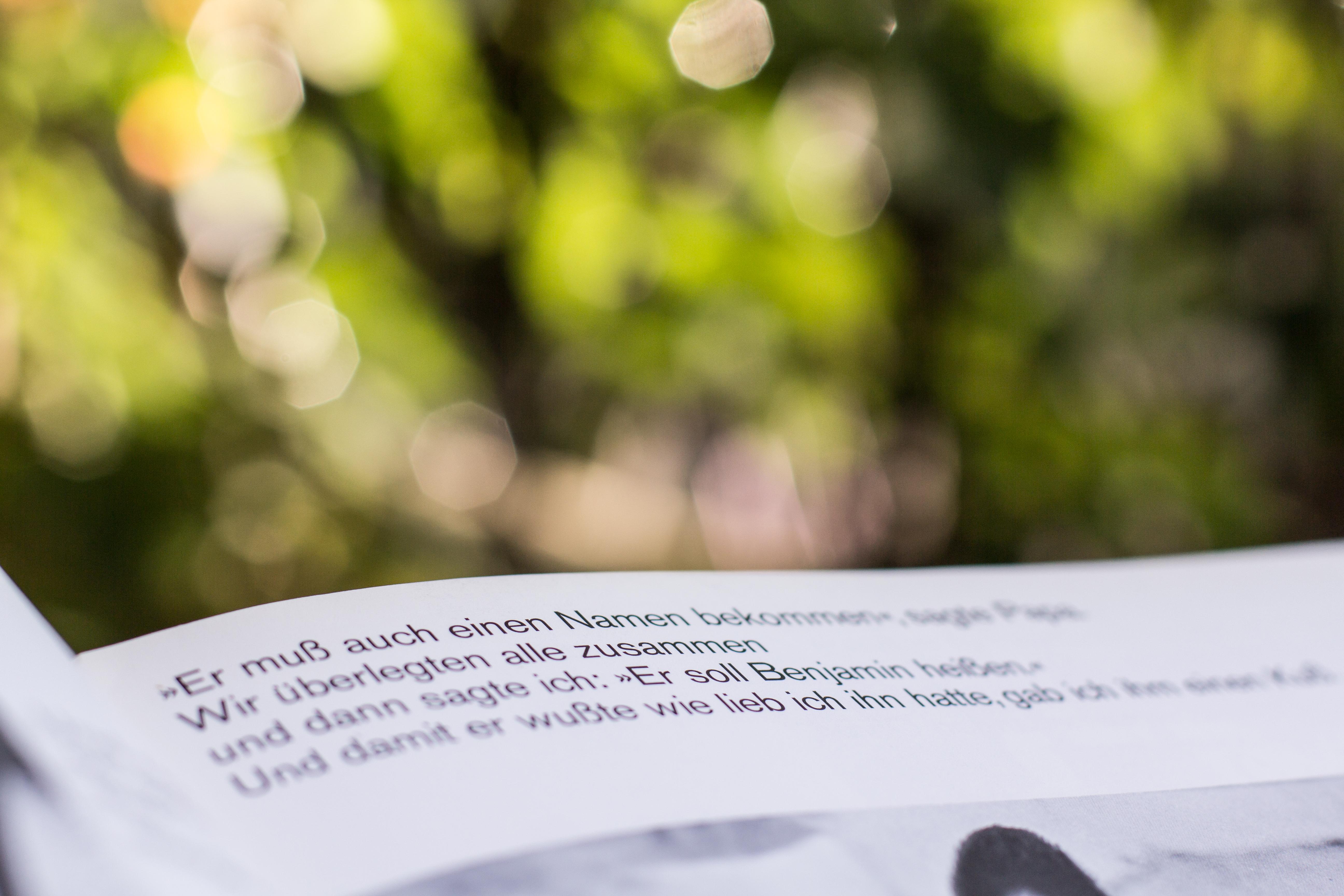
„Er soll Benjamin heißen.“

Das Kinderbuch erzählt die Geschichte des kleinen Mädchens Susi, das mit ihren Eltern, der kleinen Schwester Angelika und der Katze Muschi in einem Dorf am Mittelmeer lebt. Eines Tages rettet sie mit ihrem Vater ein Eselsfohlen, das sich in einer Felsspalte verfangen hat. Sie nehmen das Tier mit nach Hause und ziehen es mit der Flasche auf. Susi nennt den Esel Benjamin und schließt ihn besonders ins Herz.
Eines frühen Morgens wacht Susi auf und entdeckt, dass Benjamin aus dem Haus gelaufen ist. Sie folgt ihm und die beiden verlassen das Dorf. Nach einiger Zeit bemerkt Susi, dass sie sich verlaufen hat – sie ist weit vom Dorf entfernt und kennt den Weg nach Hause nicht mehr. Als sie deshalb weint, stupst der Esel sie mit der Nase an, und schließlich führt Benjamin die beiden wieder zurück ins Dorf, wo ihre Familie sie erwartet.

## Entstehung
Der Autor Hans Limmer, geboren 1926, war 1966 mit seiner Familie nach Griechenland ausgewandert und lebte in Lindos auf Rhodos, wo die Geschichte um Susi und Benjamin spielt.
Wie Susanne Schäfer-Limmer in einem Artikel selbst berichtet, hatten sie und ihr Vater den Esel wirklich auf der Insel gefunden, als sie zwei Jahre alt war. Zusammen mit dem schwedischen Fotografen Lennart Osbeck, der ein Freund Limmers war, entstand die Idee, daraus ein Kinderbuch zu machen. Susi, ihre Schwester Angelika, ihre Mutter und der Esel verkörperten sich darin selbst. Den Vater im Buch spielte allerdings nicht Limmer, sondern ein australischer Maler aus der Künstlerkolonie.

## Gestaltung
Für Typografie und Gestaltung beim Hanns Reich Verlag war Rudolf Paulus Gorbach verantwortlich, der später auch die frühen Publikationen der Sesamstraße gestaltete. Das Buch selbst hat 48 Seiten zuzüglich Vorsatzblatt und Einband und ist durchgehend mit großflächigen Schwarzweiß-Fotos bis in den Anschnitt ausgestattet. Der jeweilige Text ist mit einer serifenlosen Schrift teils mit großzügigem Weißraum auf einer einzelnen Seite, teils auf einer weißen Fläche über oder neben dem Foto gesetzt.

## Rezensionen

### Zu Neuauflagen
In einer Kritik zur Neuausgabe anlässlich des 40. Geburtstages des Werks 2008 meinte Klaus Nowak für 1000 und 1 Buch. Das Magazin für Kinder- und Jugendliteratur, er fände den Beginn zwar schön und unbeschwert, beklagt mit einem eher unnostalgischen Blick jedoch eine „klebrige Süße“ im Fortgang der Geschichte und hätte sich vom „unfreiwilligen Kuscheltier“ Benjamin, einem „Kind der 68er“ mehr „Revolte“ erwartet – kehre er doch nach ein wenig Steineschmeißen am Meer brav ins Idyll der Kleinfamilie zurück.

## Ausgaben
- Deutschsprachige Ausgaben: Mein Esel Benjamin
  - Erstausgabe: Hanns Reich Verlag, München 1968
  - Limitierte Jubiläumsausgabe: Sauerländer, Frankfurt am Main 2008, ISBN 978-3-7941-9157-4
- Englische Ausgaben: My donkey Benjamin
  - Hill and Wang, New York 1969 (Übersetzung: Timothy Cleary[8])
  - Angus and Robertson, London 1969
  - Harper Collins Publishers Australia, 1969, ISBN 9780207951749
- Französische Ausgabe: Mon âne Benjamin, Hazan, Paris 1970
- Schwedische Ausgabe: Min åsna Benjamin, Verbum, Stockholm 1971
- Dänische Ausgabe: Mit aesel Benjamin, Jespersen og Pio, København 1969